# Опатувек (гмина)
Опатувек (пол. Opatówek) — сельская гмина (волость) в Польше, входит как административная единица в Калишский повет, Великопольское воеводство. Население — 9968 человек (на 2004 год).

## Сельские округа
1. Борув
2. Хелмце
3. Ценя-Фольварк
4. Ценя-Первша
5. Ценя-Друга
6. Ценя-Тшеча
7. Дембе-Колёня
8. Яникув
9. Юзефув
10. Коберно
11. Михалув-Други
12. Михалув-Тшеци
13. Нендзежев
14. Нова-Тлокиня
15. Опатувек
16. Порвиты
17. Райско
18. Рожджалы
19. Сежхув
20. Шале
21. Шулец
22. Тлокиня-Косцельна
23. Тлокиня-Мала
24. Тлокиня-Велька
25. Троянув
26. Варшев
27. Завады
28. Здуны

## Соседние гмины
1. Гмина Цекув-Колёня
2. Гмина Годзеше-Вельке
3. Гмина Козминек
4. Калиш
5. Гмина Щитники
6. Гмина Желязкув